# Nebílovští z Drahobuze
Nebílovští z Drahobuze je příjmení staročeské vladycké rodiny, jejíž jméno je odvozeno podle tvrze a vsi Drahobuze u Litoměřic. Znak rodu byl stříbrno-černě polcený štít se stříbrno-černými příkrývadly. Klenotem znaku byly dva bůvolí rohy, v různých vyobrazeních buďto černý a stříbrný, či naopak stříbrný a černý.
Mikuláš Srša v letech 1318–1337 vysadil (založil) město Hoštku. Jeho potomek Petr Srša držel v letech 1375–1378 Drahobuz a Verneřice. V patnáctém století se přestěhovali na Plzeňsko, kde Václav držel Borov a Hrzek držel Nebílovy v roce 1426. Po nich v držení téhož zboží následovali roku 1452 Smil a v letech 1487–1493 Jindřich. Jak se zdá, Smilovi synové byli Jan, Mikuláš a Smil. Smil se oddělil od bratrů penězi, držel roku 1549 Nýřany a zemřel roku 1558. Od jeho bratrů vznikly dvě pošlosti.
Pošlost A: Jan držel Nebílov a zemřel roku 1530. Krom několika dcer po sobě zanechal syny Václava a Vojtěcha. Václav (držitel Předenic) zemřel brzo po otci, Vojtěch držel Nebílov a zemřel roku 1551. Jeho dcery Anna a Zuzana (Zuzana zemřela v roce 1625; jejím manželem byl Šebestián Lažanský) prodali v roce 1555 Nebílovy Ladislavovi z Běšin a jeho manželce Marjaně Nebílovské z Drahobuze, sestře otcově.
Pošlost B: Mikuláš obdržel od bratrů Ježovy za díl a roku 1519 koupil Černíkov. Zemřel okolo roku 1524, s Manželkou Ludmilou ze Sloupna po sobě zanechal nezletilé děti. Adam jeho syn, koupil roku 1548 Polyni s Pušperkem, roku 1575 Příchovice, které dal roku 1582 svému synu Mikuláši a roku 1592 zemřel. Byl řádný a šetrný hospodář, přítel chudiny a přísný katolík.
Mikuláš, nejstarší Adamův syn, zemřel ještě před otcem. Hodně se zadlužil. Jeho synové Adam, Václav a Vilém prodali proto Příchovice a usadili se roku 1613 v Úloze. Adam potom držel Velké Hoštice. Na těch pak seděl Mikuláš (pravděpodobně jeho syn). Zemřel roku 1665 bez dědiců a Hoštic se ujaly jeho sestry Anežka Alžběta Kokořovcová, Alžběta Lukrecie a Dorota Aléna Hájková.
Smil, druhý Adamův syn, dědil se roku 1592 se svým bratrem Vojtěchem. Zemřel roku 1602 a měl dceru Lidmilu. Smil dostal Ježovy a Černíkov a Vojtěch Polyni. Tu později také držel Smil a zemřel roku 1622. Jeho synové byli Mikuláš, Jindřich Srša a Václav. Jindřich roku 1632 zemřel a s manželkou Buzinou Kunhutou Čejkovou z Olbramovic měl syna Jana Adama (pravděpodobně téhož Jana, který bydlel roku 1649 v Klatovech). Mikuláš držel naposled Polyni, kterou zanechal svým dcerám Anně a Kryzeldě. Kryzeldu měl s manželkou Alžbětou z Příchovic. Anna vdavši se za Jana Sezimu z Vrtby na Jindřichovicích, zemřela roku 1681 bez pořízení a bez dědiců. Tudíž její díl spadl na Hartmana hraběte z Klenového, syna Kryzeldina a Hartmana Maxima hraběte z Klenového. Po roce 1681 se v Čechách pod tímto jménem nikdo nevyskytoval.